# Ааленский ярус
| система                                                                     | отдел            | ярус          | Нижняя граница, млн лет |
| --------------------------------------------------------------------------- | ---------------- | ------------- | ----------------------- |
| Мел                                                                         | Нижний           | Берриасский   | 143,1 ±0,6              |
| Юра                                                                         | Верхняя (мальм)  | Титонский     | 149,2 ±0,7              |
| Юра                                                                         | Верхняя (мальм)  | Киммериджский | 154,8 ±0,8              |
| Юра                                                                         | Верхняя (мальм)  | Оксфордский   | 161,5 ±1,0              |
| Юра                                                                         | Средняя (доггер) | Келловейский  | 165,3 ±1,1              |
| Юра                                                                         | Средняя (доггер) | Батский       | 168,2 ±1,2              |
| Юра                                                                         | Средняя (доггер) | Байосский     | 170,9 ±0,8              |
| Юра                                                                         | Средняя (доггер) | Ааленский     | 174,7 ±0,8              |
| Юра                                                                         | Нижняя (лейас)   | Тоарский      | 184,2 ±0,3              |
| Юра                                                                         | Нижняя (лейас)   | Плинсбахский  | 192,9 ±0,3              |
| Юра                                                                         | Нижняя (лейас)   | Синемюрский   | 199,5 ±0,3              |
| Юра                                                                         | Нижняя (лейас)   | Геттангский   | 201,4 ±0,2              |
| Триас                                                                       | Верхний          | Рэтский       | больше                  |
| Деление и золотые гвозди в соответствии с IUGS по состоянию на декабрь 2024 |                  |               |                         |

Ааленский ярус (аален) — первый снизу ярус среднего отдела юрской системы. Породы этого яруса образовались на протяжении ааленского века, продолжавшегося от 174,7 ±0,8 до 170,9 ±0,8 млн лет назад.
Выделен швейцарским геологом-стратиграфом Карлом Майер-Эймаром в 1864 году. Название получил от города Ален, расположенного у северо-восточных подножий Швабского Альба в Германии.
В типовом разрезе представлен чёрными мергелями с аммонитами Harpoceras opalinum и железистыми оолитами с аммонитами Harpoceras murchisonae. Широко распространён в геосинклинальной зоне Тетиса, в Альпах, на Кавказе, в Донбассе и других горных областях.